# Tylosis dimidiata
Tylosis dimidiata là một loài bọ cánh cứng trong họ Cerambycidae.